# Jonas Falk
Jonas Emanuel Falk, född 3 augusti 1944 i Örgryte i Göteborg, död 26 december 2010 i Hedvig Eleonora församling i Stockholm, var en svensk skådespelare. Falk inledde sin karriär som skådespelare på 1960-talet och fick sitt genombrott på Riksteatern med Lars Noréns pjäs Personkrets 3:1. Från slutet av 1980-talet gjorde Falk flera uppmärksammade film- och teveroller. Han var äldre bror till Niklas Falk.

## Karriär
Falk började spela teater som tonåring 1961 på Atelierteatern och deltog 1963 i Sten-Åke Cederhöks revy på Lisebergsteatern. Han utbildade sig 1965–1968 vid Scenskolan och fick direkt efter utbildningen anställning vid Göteborgs stadsteater. På teatern samarbetade han med bland andra Sven Wollter och Kent Andersson. En uppmärksammad roll i Göteborg var i uppsättningen av Det går an 1975 som även gjordes i en TV-version.
Falk flyttade från Göteborg till Stockholm och tillhörde från 1987 Stockholms stadsteaters fasta ensemble. Vid sidan om stadsteatern har han även bland annat varit engagerad av SVT i flera Norénuppsättningar som Ett sorts Hades (1996), Personkrets 3:1 (1998), Skuggpojkarna (2001) Lars Molins version av Kejsarn av Portugallien och TV-serien Skeppsholmen.
Han var anställd på Stockholms stadsteater fram till pensionen 2008. Falk avled 2010 efter en tids sjukdom. Han är begravd på Västra kyrkogården i Göteborg.

## Filmografi
- 1988 – Jungfruresan
- 1989 – 1939
- 1993 – Polis polis potatismos
- 1994 – Mannen på balkongen
- 1994 – Polismördaren
- 1994 – Stockholm Marathon
- 1994 – Pillertrillaren
- 1996 – Sånt är livet
- 1996 – Ellinors bröllop
- 1997 – Sanning eller konsekvens
- 1997 – Svensson Svensson - filmen
- 1998 – Veranda för en tenor
- 1998 – Under solen
- 1999 – Sjön
- 1999 – Vägen ut
- 1999 – God jul
- 2001 – En sång för Martin
- 2009 – Oskar, Oskar

### TV-produktioner
- 1972 – Ett nytt liv (TV-serie)
- 1972 – Skärgårdsflirt (TV-serie)
- 1973 – Bröd för dagen (TV-serie)
- 1974 – Fiskeläget (TV-serie)
- 1977 – Hammarstads BK (TV-serie)
- 1978 – Rikedom
- 1983 – Nilla (TV-serie)
- 1984 – Taxibilder (TV-serie)
- 1987 – Don Juan
- 1989 – Förhöret
- 1991 – Goltuppen (TV-serie)
- 1992 – Kejsarn av Portugallien
- 1994 – Fallet Paragon (TV-serie)
- 1994 – Läckan (TV-serie)
- 1995 – NileCity 105,6 (TV-serie)
- 1995 – Snoken (TV-serie)
- 1996 – Ett sorts Hades (TV-teater)
- 1997 – Emma åklagare (TV-serie)
- 1997 – Tre Kronor (TV-serie)
- 1998 – Kvinnan i det låsta rummet (TV-serie)
- 1998 – Personkrets 3:1
- 1999 – Reuter & Skoog (TV-serie)
- 1999 – Skilda världar (TV-serie)
- 2000 – Det grovmaskiga nätet (TV-serie)
- 2001 – Skuggpojkarna
- 2001 – Återkomsten (TV-serie)
- 2001 – Kvinna med födelsemärke
- 2002–2004 – Skeppsholmen (TV-serie)
- 2002 – Bella bland kryddor och kriminella (TV-serie)
- 2003 – En ö i havet (TV-serie)

## Teater

### Roller (ej komplett)
| År   | Roll                | Produktion                              | Regi                | Teater                 |
| ---- | ------------------- | --------------------------------------- | ------------------- | ---------------------- |
| 1987 | Basen               | Möss och människor John Steinbeck       | Fred Hjelm          | Stockholms stadsteater |
| 1991 | Tummen              | Minns du den stad Per Anders Fogelström | Johan Bergenstråhle | Stockholms stadsteater |
| 1996 | Greg                | Sylvia A. R. Gurney                     | Rickard Günther     | Folkan                 |
| 2000 | Grosshandlare Werle | Vildanden Henrik Ibsen                  | Stefan Larsson      | Dramaten               |
| 2004 | Firs                | Körsbärsträdgården Anton Tjechov        | Lennart Hjulström   | Stockholms stadsteater |
| 2005 | Giuseppe Bonno      | Amadeus Peter Shaffer                   | Staffan Aspegren    | Stockholms stadsteater |
| 2005 | En hovman           | Erik XIV August Strindberg              | Lennart Hjulström   | Stockholms stadsteater |
| 2006 | Kyrkoherden         | Temperance Staffan Göthe                | Rickard Günther     | Stockholms stadsteater |